# Официально-деловой стиль
Официа́льно-делово́й стиль — функциональный стиль речи, средство письменного общения в сфере деловых отношений: в сфере правовых отношений и управления. Эта сфера охватывает международные отношения, юриспруденцию, экономику, военную отрасль, сферу рекламы, общение в официальных учреждениях, правительственную деятельность.
Подстили: законодательный (используется в сфере управления государством, проявляется волюнтативность функции); административно-канцелярский (ведение личных деловых бумаг, документов учреждения, подчёркивает характер административных отношений — кредиты, авансы); дипломатический подстиль (на международном уровне, отношения между правительством и дипломатами).

## Описание
Среди книжных стилей русского языка официально-деловой стиль выделяется своей относительной устойчивостью и замкнутостью. С течением времени он, естественно, подвергается некоторым изменениям, вызванным характером самого содержания, но многие его черты, исторически сложившиеся жанры, специфическая лексика, фразеология, синтаксические обороты придают ему в целом консервативный характер.
Многие виды деловых документов имеют общепринятые формы изложения и расположения материала — это облегчает и упрощает пользование ими. Часто используются готовые бланки, которые нужно только заполнять. Например, конверты принято надписывать в определённом порядке, различном в разных странах, но твёрдо установленном в каждой из них — это удобно и для пишущих, и для почтовых работников. Поэтому речевые клише, которые упрощают и ускоряют деловую коммуникацию, вполне в ней уместны.

## Особенности
Официально-деловой стиль — это стиль документов: международных договоров, государственных актов, юридических законов, постановлений, уставов, инструкций, служебной переписки, деловых бумаг и т. д..
Несмотря на различия в содержании и разнообразие жанров, официально-деловой стиль в целом характеризуется рядом общих черт. К ним относятся:
- 1) сжатость, компактность изложения, экономное использование языковых средств;
- 2) стандартное расположение материала, нередкая обязательность формы (удостоверение личности, различного рода дипломы, свидетельства о рождении и браке, денежные документы и т. д.), употребление присущих к этому стилю
- 3) широкое использование терминологии, наименований (юридических, дипломатических, военных, административных и др.), наличие особого запаса лексики и фразеологии (официальной, канцелярской), включение в текст сложносокращенных слов, аббревиатур;
- 4) повествовательный характер изложения, использование номинативных предложений с перечислением;
- 5) прямой порядок слов в предложении как преобладающий принцип его конструирования;
- 6) тенденция к употреблению сложных предложений, отражающих логическое подчинение одних фактов другим;
- 7) почти полное отсутствие эмоционально-экспрессивных речевых средств, устоявшихся выражений;
- 8) слабая индивидуализация стиля.

## Разновидности
Неоднородности тематик и разнообразие жанров позволяют выделять в рассматриваемом стиле две разновидности: официально-документальный стиль и обиходно-деловой стиль.
В обиходно-деловом стиле различаются по содержанию, жанрам и по характеру используемых языковых средств: служебная переписка между учреждениями и организациями, с одной стороны, и частные деловые бумаги — с другой.
В свою очередь, в первом можно выделить язык законодательных документов, связанных с деятельностью государственных органов, и язык дипломатических актов, связанных с международными отношениями.
Язык законодательных документов включает в себя лексику и фразеологию гражданского права, уголовного права, трудового права, семейного права и т. д. К ней примыкает лексика и фразеология, связанная с работой административных органов, служебной деятельностью граждан и т. д.

## Примеры
Примерами документов этой разновидности официально-делового стиля могут служить приводимые ниже отрывки.
Положение о выборах в Верховный Совет СССР
Статья 3. Депутатом Верховного Совета СССР может быть избран каждый гражданин СССР, достигший 23 лет, независимо от расовой и национальной принадлежности, пола, вероисповедания, образовательного ценза, оседлости, социального происхождения, имущественного положения и прошлой деятельности
В другой разновидности официально-делового стиля — обиходно-деловом стиле находят своё отражение служебная переписка (деловое письмо, коммерческая корреспонденция), официальные деловые бумаги (справка, удостоверение, акт, протокол), частные деловые бумаги (заявление, доверенность, расписка, автобиография, счёт и др.). Все они характеризуются известной стандартизацией, облегчающей их составление и использование и рассчитанной на экономию языковых средств, на устранение неоправданной информационной избыточности.
Образцы некоторых деловых бумаг.
Заявление
Прошу Вас предоставить мне недельный отпуск для поездки домой по семейным обстоятельствам. Прилагаю письмо с сообщением о болезни моей матери. 10 января 1974 года.
Подпись: (подпись)